# ريجينالدو فيريرا
ريجينالدو فيريرا دا سيلفا (بالبرتغالية: Reginaldo Ferreira da Silva‏)، من مواليد 31 يوليو 1983 في جوندياي في البرازيل، لاعب كرة قدم برازيلي.
بدأ مسيرته الكروية مع نادي تريفيزو الإيطالي في عام 2001، ولعب معهم حتى عام 2006، وشارك معهم في 104 مباريات وسجل 19 هدف، ومنذ عام 2006 وهو يلعب مع نادي فيورنتينا الإيطالي.

## روابط خارجية
- ريجينالدو فيريرا على موقع رابطة كرة القدم اليابانية للمحترفين (اليابانية)
- ريجينالدو فيريرا على موقع قاعدة بيانات كرة القدم.إي يو (الإنجليزية)
- ريجينالدو فيريرا على موقع Soccerway.com (الإنجليزية)
- ريجينالدو فيريرا على موقع عالم كرة القدم.نت (الإنجليزية)
- ريجينالدو فيريرا على موقع AS.com (الإسبانية)